# Oreochromis macrochir
 Oreochromis macrochir és una espècie de peix de la família dels cíclids i de l'ordre dels perciformes.

## Morfologia
Els mascles poden assolir els 43 cm de longitud total.

## Distribució geogràfica
Es troba a Àfrica: rius Zambesi i Congo. Introduït al riu Okavango, altres zones d'Àfrica i a les Hawaii.